# Itaró Micuhara
Itaró Micuhara (japonsky: 光原 伊太郎, Micuhara Itaró, 1897 v Ósace – 17. srpna 1979) byl profesionální hráč go. Je znám tím, že byl učitelem Kaku Takagawa, také páteří společnosti Kansai Igo-kai (関西囲碁界) (nynější Kansai Ki-in, kterou založil Utaró Hašimoto).

## Biografie
Itaró Micuhara získal 1. dan v roce 1914, ve svých 17 letech. Go se závažněji začal učit u Kičiró Izumiho (泉 喜一郎), později přešel ke Kei Iwasovi (岩佐 銈). Na 5. dan dosáhl roku 1923. V roce 1943 na 3. turnaji hon'inbó získal 6. dan. 7. dan získal v roce 1948. Čestný 8. dan mu byl udělen r. 1961. V roce 1970 mu byla udělena Cena Kišičiró Ókury.